# XIV. Fliegerkorps
O XIV. Fliegerkorps foi um Corpo Aéreo da Luftwaffe que atuou durante a Segunda Guerra Mundial. Foi formado no dia 30 de Abril de 1943 em Tutow. No dia 29 de Agosto de 1944 foi redesignado General der Transportflieger.

## Kommandierender General
| Comandante             | Data                                       |
| ---------------------- | ------------------------------------------ |
| General Joachim Coeler | 30 de Abril de 1943 - 29 de Agosto de 1944 |

## Chef des Stabes
| Oberst Junghanns | Maio de 1943 - Agosto de 1944     |
| Oberst Mettig    | Agosto de 1944 - Setembro de 1944 |